# ストライキ危険
ストライキ危険（ストライキきけん）とは、貨物保険の中で、ストライキに伴う貨物事故を補償する約款である。
Institute Strikes Clauses (Cargo)の訳語。SRCC（Strike, Riots and Civil Commotionsの略）とも言われる。
同盟罷業者、職場を封鎖された労働者、または労働者騒擾・一揆暴動に荷担したものの窃盗・破壊行為等による損失をカバーするが、ストライキの結果による貨物の遅れから生じた損害は補填されない。